# Let's Not Be Alone Tonight
Let's Not Be Alone Tonight è una canzone del gruppo musicale pop rock e alternative rock statunitense R5, contenuta nel secondo album in studio del gruppo, la cui pubblicazione è attesa per la primavera del 2015. È stata pubblicata come secondo singolo estratto dall'album il 13 febbraio 2015.

## Pubblicazione
La première radiofonica di Let's Not Be Alone Tonight è avvenuta il 13 febbraio 2015 sulla radio SiriusXM Hits 1. La canzone è stata resa disponibile per il download digitale il 16 febbraio. Nello stesso giorno la band ha pubblicato sul proprio canale YouTube un lyric video ufficiale.

## Accoglienza
Let's Not Be Alone Tonight è stata accolta con recensioni positive. Il sito di musica Fanlala ha apprezzato la canzone, definendola "magica" e ha affermato che il testo è "amabile". Heather Thompson della rivista M Magazine ha dichiarato che il singolo è "ben orecchiabile". Virginia Van de Wall di J-14 ha recensito positivamente la canzone, apprezzando la voce di Ross Lynch. Il magazine Popstar, rivolto ad un pubblico giovane, ha affermato che Let's Not Be Alone Tonight è "a dir poco perfetta.